# Bonningues-lès-Ardres
Bonningues-lès-Ardres és un municipi francès situat al departament del Pas de Calais i a la regió dels Alts de França. L'any 2007 tenia 615 habitants.

## Demografia

### Població
El 2007 la població de fet de Bonningues-lès-Ardres era de 615 persones. Hi havia 215 famílies de les quals 41 eren unipersonals (11 homes vivint sols i 30 dones vivint soles), 53 parelles sense fills, 106 parelles amb fills i 15 famílies monoparentals amb fills.
La població ha evolucionat segons el següent gràfic:
Habitants censats

### Habitatges
El 2007 hi havia 243 habitatges, 221 eren l'habitatge principal de la família, 8 eren segones residències i 15 estaven desocupats. 235 eren cases i 4 eren apartaments. Dels 221 habitatges principals, 174 estaven ocupats pels seus propietaris, 43 estaven llogats i ocupats pels llogaters i 4 estaven cedits a títol gratuït; 6 tenien dues cambres, 26 en tenien tres, 69 en tenien quatre i 120 en tenien cinc o més. 162 habitatges disposaven pel capbaix d'una plaça de pàrquing. A 67 habitatges hi havia un automòbil i a 123 n'hi havia dos o més.

### Piràmide de població
La piràmide de població per edats i sexe el 2009 era:
| Homes | Edats   | Dones |
| ----- | ------- | ----- |
| 0     | 95 o +  | 0     |
| 0     | 90 a 94 | 0     |
| 8     | 85 a 89 | 8     |
| 0     | 80 a 84 | 8     |
| 8     | 75 a 79 | 4     |
| 0     | 70 a 74 | 16    |
| 20    | 65 a 69 | 4     |
| 20    | 60 a 64 | 24    |
| 8     | 55 a 59 | 4     |
| 0     | 50 a 54 | 8     |
| 32    | 45 a 49 | 16    |
| 20    | 40 a 44 | 20    |
| 24    | 35 a 39 | 20    |
| 20    | 30 a 34 | 16    |
| 12    | 25 a 29 | 20    |
| 40    | 20 a 24 | 20    |
| 12    | 15 a 19 | 32    |
| 16    | 10 a 14 | 12    |
| 8     | 5 a 9   | 36    |
| 16    | 0 a 4   | 4     |

## Economia
El 2007 la població en edat de treballar era de 389 persones, 257 eren actives i 132 eren inactives. De les 257 persones actives 225 estaven ocupades (129 homes i 96 dones) i 31 estaven aturades (9 homes i 22 dones). De les 132 persones inactives 37 estaven jubilades, 39 estaven estudiant i 56 estaven classificades com a «altres inactius».

### Ingressos
El 2009 a Bonningues-lès-Ardres hi havia 228 unitats fiscals que integraven 641 persones, la mediana anual d'ingressos fiscals per persona era de 13.920 €.

### Activitats econòmiques
Dels 7 establiments que hi havia el 2007, 1 era d'una empresa de fabricació d'altres productes industrials, 4 d'empreses de comerç i reparació d'automòbils i 2 d'empreses d'hostatgeria i restauració.
L'únic servei als particulars que hi havia el 2009 era un restaurant.
L'únic establiment comercial que hi havia el 2009 era una carnisseria.
L'any 2000 a Bonningues-lès-Ardres hi havia 11 explotacions agrícoles.

## Equipaments sanitaris i escolars
El 2009 hi havia una escola elemental integrada dins d'un grup escolar amb les comunes properes formant una escola dispersa.

## Poblacions més properes
El següent diagrama mostra les poblacions més properes.